# Oldřichov (okres Tábor)
Oldřichov (německy Ullershof) je obec v okrese Tábor v Jihočeském kraji. Žije v ní 245 obyvatel. Součástí obce je osada Těmice, která je statisticky vedena jako základní sídelní jednotka.

## Historie
První písemná zmínka o obci pochází z roku 1352.

## Obyvatelstvo
| Rok            | 1869 | 1880 | 1890 | 1900 | 1910 | 1921 | 1930 | 1950 | 1961 | 1970 | 1980 | 1991 | 2001 | 2011 | 2021 |
| -------------- | ---- | ---- | ---- | ---- | ---- | ---- | ---- | ---- | ---- | ---- | ---- | ---- | ---- | ---- | ---- |
| Počet obyvatel | 445  | 504  | 464  | 517  | 499  | 496  | 382  | 334  | 296  | 230  | 242  | 256  | 235  | 214  | 231  |
| Počet domů     | 56   | 59   | 59   | 61   | 66   | 68   | 68   | 77   | 68   | 66   | 63   | 83   | 76   | 79   | 85   |

## Obecní správa
V letech 1960–1990 k obci patřil Zhoř u Mladé Vožice, od 1. ledna 1975 do 23. listopadu 1990 Javor, Leština, Moraveč, Slapsko, Vitanovice a Zahrádka a od 1. ledna 1976 do 23. listopadu 1990 také Horní Střítež, Křtěnovice, Mutice a Nová Ves u Mladé Vožice.

### Obecní symboly
Znak a vlajka byly obci uděleny rozhodnutím předsedy Poslanecké sněmovny Parlamentu České republiky dne 19. ledna 2007.

## Pamětihodnosti
- Kostel svatého Filipa a Jakuba

## Galerie

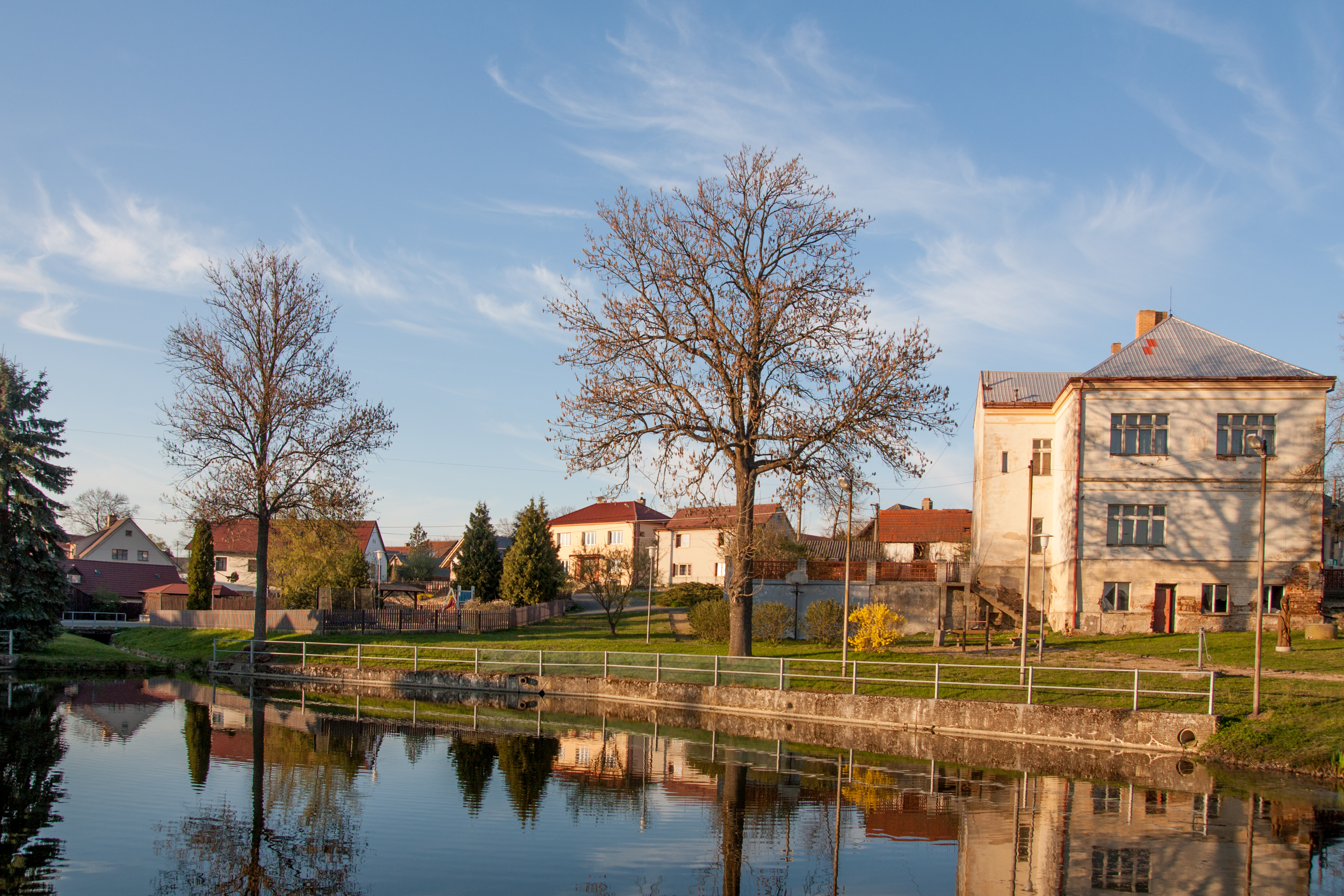
Rybník
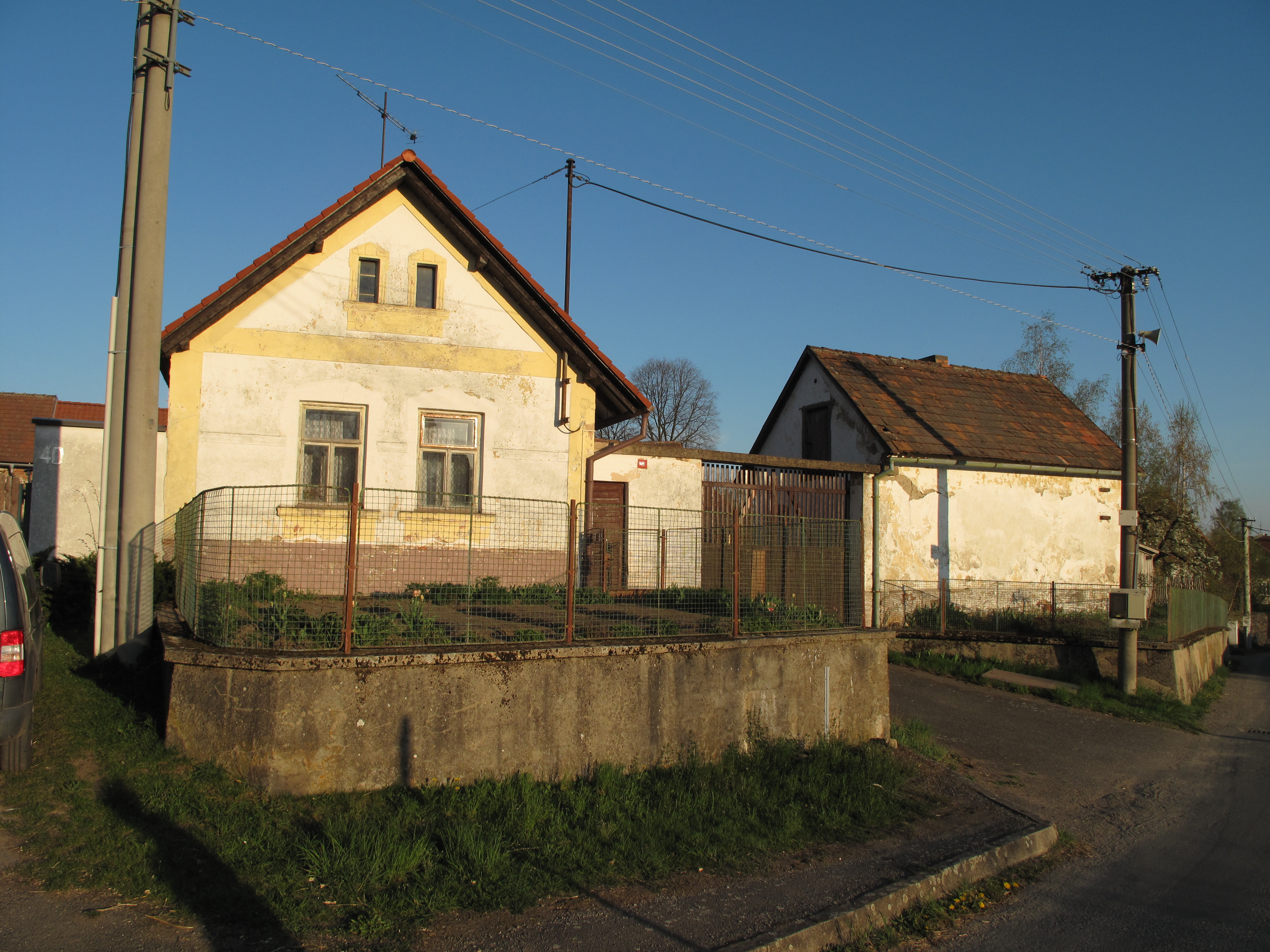
Domy
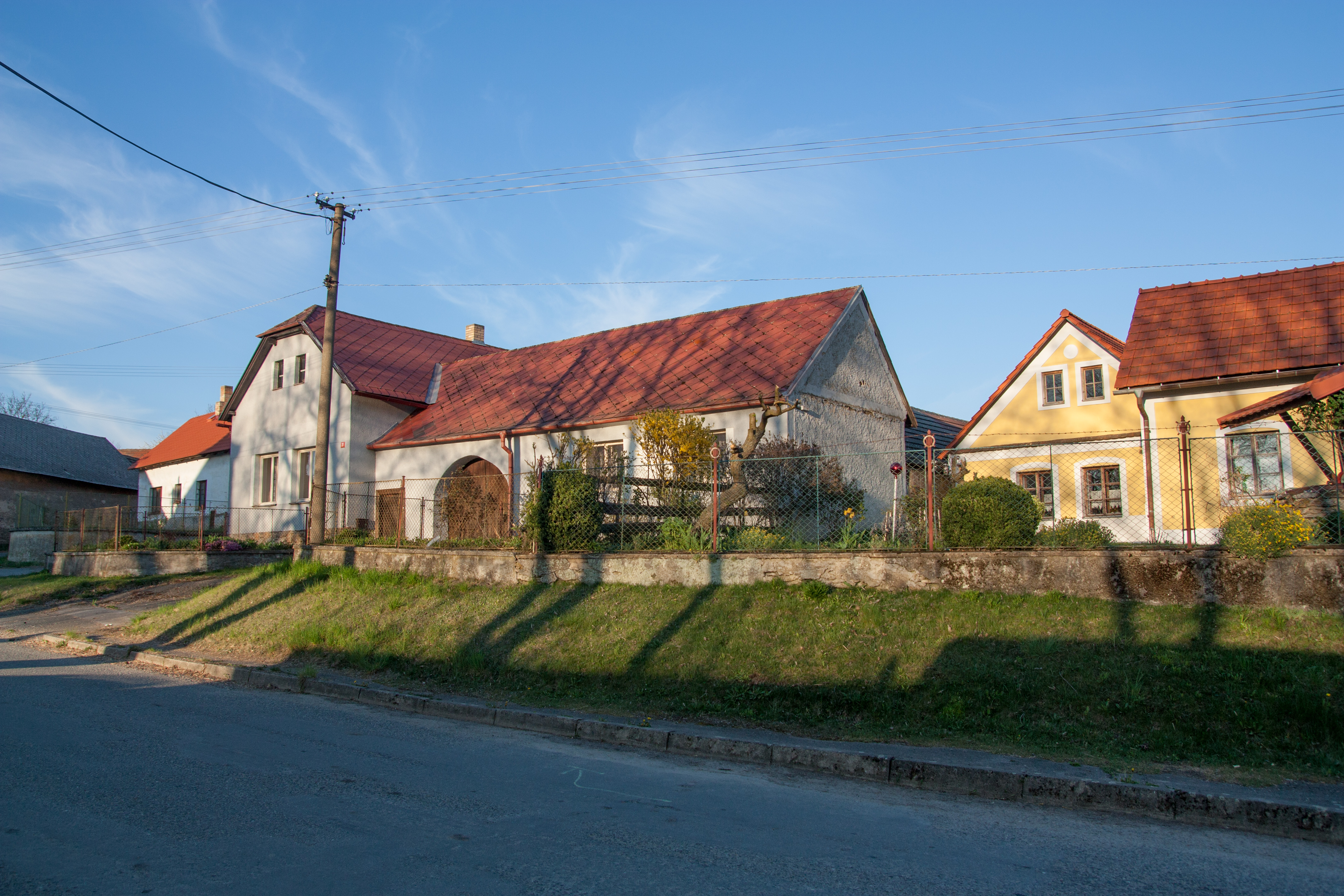
Domy
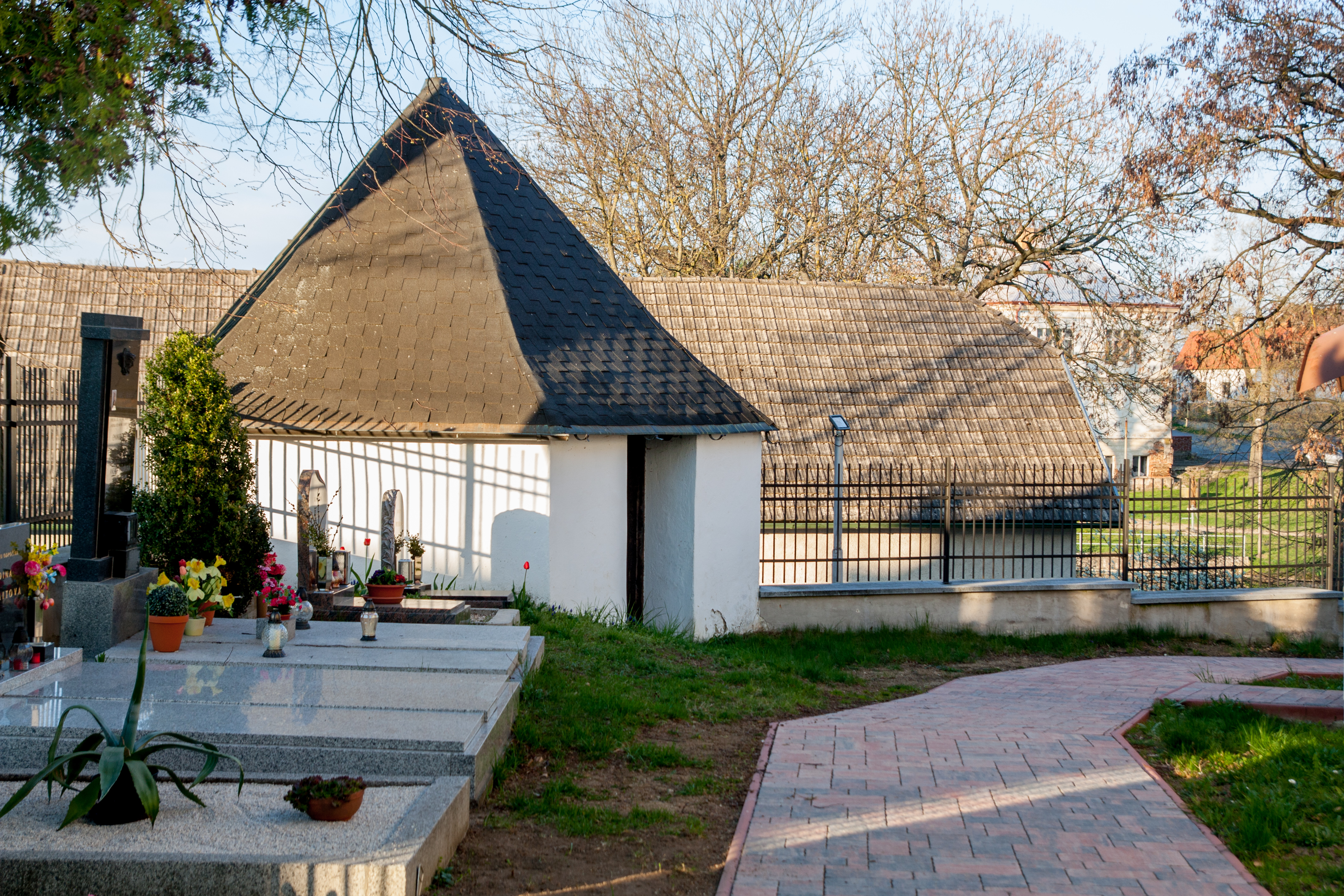
Hřbitov u kostela
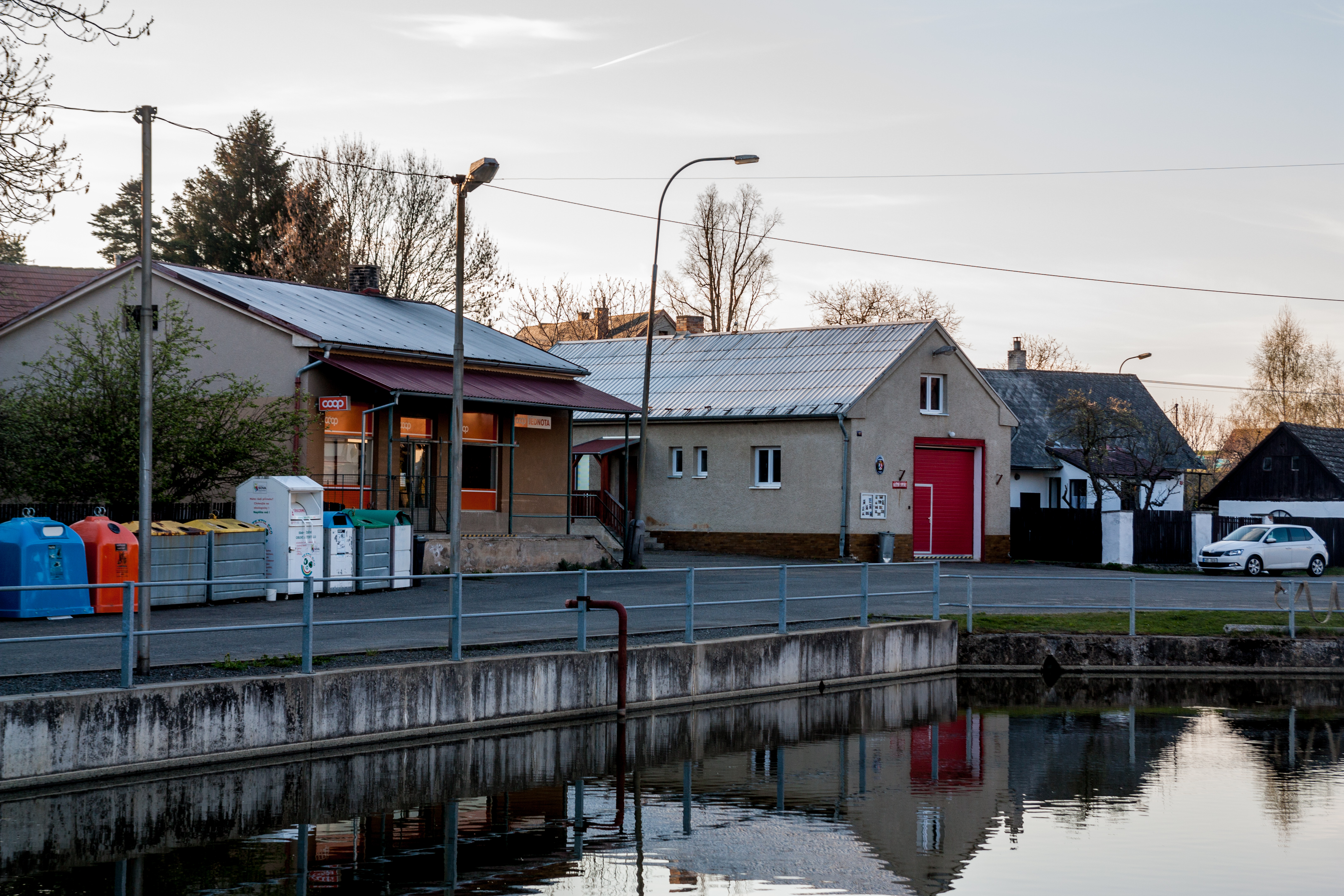
Hasičská zbrojnice a obecní úřad